# East Jordan
East Jordan é uma cidade localizada no estado americano de Michigan, no Condado de Charlevoix.

## Demografia
Segundo o censo americano de 2000, a sua população era de 2507 habitantes.
Em 2006, foi estimada uma população de 2297, um decréscimo de 210 (-8.4%).

## Geografia
De acordo com o United States Census Bureau tem uma área de
10,2 km², dos quais 7,9 km² cobertos por terra e 2,3 km² cobertos por água.

## Localidades na vizinhança
O diagrama seguinte representa as localidades num raio de 24 km ao redor de East Jordan.